# 35-я сессия Комитета всемирного наследия ЮНЕСКО
35-я се́ссия Комите́та Всеми́рного насле́дия ЮНЕ́СКО проходила в городе Париж (Франция) с 19 по 29 июня 2011 года под председательством Маи бинт Мухаммад Аль Халифа (Mai Bint Muhammad Al Khalifa) из Бахрейна. На рассмотрение было представлено 42 объекта в 40 странах мира. Кроме того, комитету было предложено рассмотреть состояние 169 объектов всемирного наследия, включая 34 объекта из списка всемирного наследия, находящегося под угрозой. Кроме того, на сессии Таиланд объявил о своей денонсации конвенции о Всемирном наследии 1972 года из-за решения включить храмовый комплекс Пра Вихеар в число объектов всемирного наследия от Камбоджи.
В результате работы сессии список пополнился 25 новыми объектами, ещё 1 объект был расширен. Впервые в список попали объекты, находящиеся на территории Барбадоса, Объединённых Арабских Эмиратов. Кроме того, были внесены изменения в список всемирного наследия, находящегося под угрозой. Данный список пополнился двумя объектами, один объект был из него исключён.
По состоянию на 29 июня 2011 года в списке находилось 936 объектов всемирного наследия из 153 страны мира. Список всемирного наследия, находящегося под угрозой, состоял из 35 объектов в 28 странах мира.
Все разделы списка упорядочены по номерам объектов.

## Объекты, внесённые в список всемирного наследия
| #  | Изображение | Название                                                                                   | Местоположение                                               | №    | Критерии           |
| -- | ----------- | ------------------------------------------------------------------------------------------ | ------------------------------------------------------------ | ---- | ------------------ |
| 1  |             | Кенийский озёрный комплекс в Большой Рифтовой долине                                       | Кения                                                        | 1060 | vii, ix, x         |
| 2  |             | Кофейный культурный ландшафт Колумбии                                                      | Колумбия                                                     | 1121 | v, vi              |
| 3  |             | Горный массив Гран-Косс и Севенны: средиземноморский агро-пасторальный культурный ландшафт | Франция                                                      | 1153 | iii, v             |
| 4  |             | Кафедральный собор в Леоне                                                                 | Никарагуа                                                    | 1236 | ii, iv             |
| 5  |             | Хираидзуми: замки, сады и археологические объекты, представляющие землю буддистов          | Япония                                                       | 1277 | ii, vi             |
| 6  |             | Форт Иисуса, Момбаса                                                                       | Кения                                                        | 1295 | ii, v              |
| 7  |             | Лангобарды в Италии                                                                        | Италия                                                       | 1318 | ii, iii, vi        |
| 8  |             | Резиденция митрополитов Буковины                                                           | Украина                                                      | 1330 | ii, iii, iv        |
| 9  |             | Культурный ландшафт Консо                                                                  | Эфиопия                                                      | 1333 | iii, v             |
| 10 |             | Культурный ландшафт озера Сиху в Ханчжоу                                                   | Китай                                                        | 1334 | ii, iii, vi        |
| 11 |             | Археологические памятники острова Мероэ                                                    | Судан                                                        | 1336 | ii, iii, iv, v     |
| 12 |             | Культурные объекты Аль-Айн: Хафит, Хили, Бидаа Бинт аль-Азиз и оазисы этого района         | ОАЭ                                                          | 1343 | iii, iv, v         |
| 13 |             | Древние деревни Северной Сирии                                                             | Сирия                                                        | 1348 | iii, iv, v         |
| 14 |             | Цитадель династии Хо                                                                       | Вьетнам                                                      | 1358 | ii, iv             |
| 15 |             | Дельта-дю-Салум                                                                            | Сенегал                                                      | 1359 | iii, iv, v         |
| 16 |             | Бонинские острова                                                                          | Япония                                                       | 1362 | viii, ix, x        |
| 17 |             | Доисторические свайные жилища в окрестностях Альп                                          | Австрия · Германия · Италия · Словения · Франция · Швейцария | 1363 | iii, iv            |
| 18 |             | Мечеть Селимие                                                                             | Турция                                                       | 1366 | i, iv              |
| 19 |             | Фабрика Фагус, Альфельд                                                                    | Германия                                                     | 1368 | ii, iv             |
| 20 |             | Побережье Нингалу                                                                          | Австралия                                                    | 1369 | vii, x             |
| 21 |             | Культурный ландшафт Сьерра-де-Трамонтана                                                   | Испания                                                      | 1371 | ii, iv, v          |
| 22 |             | Персидские сады                                                                            | Иран                                                         | 1372 | i, ii, iii, iv, vi |
| 23 |             | Исторический Бриджтаун и его гарнизон                                                      | Барбадос                                                     | 1376 | ii, iii, vi        |
| 24 |             | Охраняемая территория вади Рам                                                             | Иордания                                                     | 1377 | iii, v, vii        |
| 25 |             | Комплекс петроглифов в Монгольском Алтае                                                   | Монголия                                                     | 1382 | iii                |

## Расширение объектов, находящихся в списке всемирного наследия
| # | Изображение | Название                                                | Изменения                                          | Место                         | №    | Дата включения |
| - | ----------- | ------------------------------------------------------- | -------------------------------------------------- | ----------------------------- | ---- | -------------- |
| 1 |             | Девственные буковые леса Карпат и буковые леса Германии | Добавлен 4391 гектар лесов на территории Германии. | Германия · Словакия · Украина | 1133 | 2007           |

## Объекты, внесённые в список всемирного наследия, находящегося под угрозой
| # | Изображение | Название                         | Местоположение | №    | Дата включения |
| - | ----------- | -------------------------------- | -------------- | ---- | -------------- |
| 1 |             | Биосферный резерват Рио-Платано  | Гондурас       | 196  | 1982           |
| 2 |             | Влажные тропические леса Суматры | Индонезия      | 1167 | 2004           |

## Объект, исключённый из списка всемирного наследия, находящегося под угрозой
| # | Изображение | Название         | Местоположение | №   | Дата включения в основной список | Дата включения в список объектов под угрозой уничтожения |
| - | ----------- | ---------------- | -------------- | --- | -------------------------------- | -------------------------------------------------------- |
| 1 |             | Заповедник Манас | Индия          | 338 | 1985                             | 1992                                                     |

## Карта
- — объекты, внесённые в список всемирного наследия
- — объекты, находящиеся в списке всемирного наследия и получившие изменения
- — объекты, внесённые в список всемирного наследия, находящегося под угрозой
- — объект, исключённый из списка всемирного наследия, находящегося под угрозой